# 尤比克争取更好的匈牙利运动
尤比克争取更好的匈牙利运动（匈牙利語：Jobbik Magyarországért Mozgalom），简称尤比克，是匈牙利民族主義政黨。該黨自稱為「有原則、保守的和徹底愛國的基督教政黨」，其「根本目的」是保護「匈牙利價值與利益」。更好的匈牙利運動曾被學者、媒體和政治對手稱為新納粹、反共主義、反猶太主義、反羅姆主義和恐同政黨。目前，該黨把自己形容為現代保守的人民黨。目的是超越左翼與右翼之間毫無意義的辯論，並引導匈牙利人與不同政治派別之間的合作。並改變了有爭議的激進思想。根據其對未來執政的指導原則宣言，更好的匈牙利运动的目標是建立一個現代化國家，同時拒絕20世紀的沙文主義。

## 歷史與發展

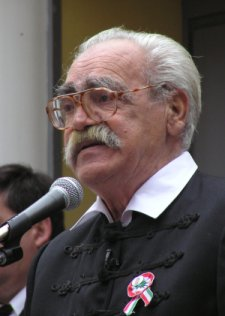
1956年匈牙利革命參與者彭格拉茨·盖尔盖伊：創黨人之一

### 成立
2002年，一群天主教與新教大學生成立「右派青年組織」（Jobboldali Ifjúsági Közösség – JOBBIK），2003年10月正式成為政黨。在這當中的重要人物為彭格拉茨·盖尔盖伊，他在成立大會中提到了1956年匈牙利革命。
2003年聖誕節，更好的匈牙利運動發起全國活動，提醒匈牙利人該節日的「真諦」。此舉被數個基督教知識分子團體拒絕，而教會沒有正式反對對其宗教象徵的政治吸收。該黨將阿爾帕德條紋（Árpád stripes）做為象徵。該條紋從13世紀開始使用，傳統上被認為代表匈牙利。

阿爾帕德條紋旗

### 聯盟
即使極右派的匈牙利正義與生活黨（MIÉP）與更好的匈牙利運動公開表示對彼此的厭惡，兩黨仍在2006年匈牙利議會選舉組成選舉聯盟匈牙利正義與生活黨－更好的匈牙利運動第三種道路政黨聯盟（MIÉP–Jobbik Third Way Alliance of Parties）。這被視為是要從主要保守黨青年民主主義者聯盟－匈牙利公民聯盟中獲得的票源。
2006年匈牙利大選，該聯盟只獲得2.2%的得票率。因此，更好的匈牙利運動認為是聯盟的失敗。2009年國家審計處（ÁSZ）指出該聯盟嚴重違反會計原則。更好的匈牙利運動將之歸咎於匈牙利正義與生活黨所為。

### 成長與選舉勝利
2010年匈牙利大選，更好的匈牙利運動大勝，取得47席，連同取得三分之二席位的青年民主主義者聯盟，右翼勢力控制匈牙利國會超過八成席次。

## 意識形態與政治立場

### 語言澄清
更好的匈牙利運動更常使用簡稱「Jobbik」。「Jobb」在匈牙利語有兩種意義，「更好」與「右邊」，因此比較級的，「Jobbik」意為「更好的選擇」和「更右」。這類似於英語中的「Right Choice」，意含「保守」和「適當」兩種意義。
2009年歐洲議會選舉的口號「匈牙利屬於匈牙利人」Magyarország a Magyaroké!）也是值得討論的話題。部分評論家認為該口號基本上是贅述，而部分則認為這充分引起大眾對國家選舉委員會的批評。國家選舉委員會在選舉前夕裁定此口號「違憲」。該黨主張該口號是有道理的，因為匈牙利政經菁英藉由將大量國家重要資產交到私人或外國手中取得財富。

### 現代保守主義
目前，更好的匈牙利运动把自己形容為現代保守的人民黨。
早些時候，更好的匈牙利运动常常把自己定義為“原則性，保守，激進的愛國基督教黨”，其“根本目的”是保護“匈牙利的價值觀和利益”。
由於其日益普及和擴大支持者群體。早些時候，其思想被政治學者描述為右翼民粹主義者，他們的戰略“依靠民族主義與反精英主義的民粹主義言論和對現有政治制度的激進批判相結合”但從2014年後，更好的匈牙利运动並沒有在用“激進的右翼”這個詞來界定自己，說更好的匈牙利运动的目標是代表所有匈牙利人，而不是政治右翼。
在剛成立時，更好的匈牙利运动形容自己拒絕全球資本主義和歐盟，因為他們對匈牙利加入歐盟的條件感到失望。
根據更好的匈牙利运动的主席沃納·加博爾的說法，2014年之後，這個黨已經從青春期 發展到了成年。從那以後，更好的匈牙利运动把自己定義為全國人民黨，也改變了對歐盟的看法，而在內部政治上，開始強調對匈牙利社會不同群體的開放。與此同時，沃納對更好的匈牙利运动先前誤解的言論負責，並對那些因之前的言論而冒犯到的人感到抱歉。
在2016年夏天，更好的匈牙利运动的主席加博爾·沃納宣布了一種新的政治型態，被稱為“現代保守主義”，目的是超越左翼與右翼之間毫無意義的辯論，並引導匈牙利人與不同政治派別之間的合作。根據沃納的觀點，“現代保守主義”的目標是超越政治，建立一個能夠以其主動性為基礎的更民主的政治運作的社會。作為一個歷史先例，他提到了被認為是匈牙利歷史上最偉大的政治家之一的塞切尼·伊什特萬的理想。
根據最近的言論，更好的匈牙利运动不再把意識形態問題作為首要目標，而是把重點放在消除社會緊張關係和爭議，以及打擊公共領域和行政中日益嚴重的腐敗。

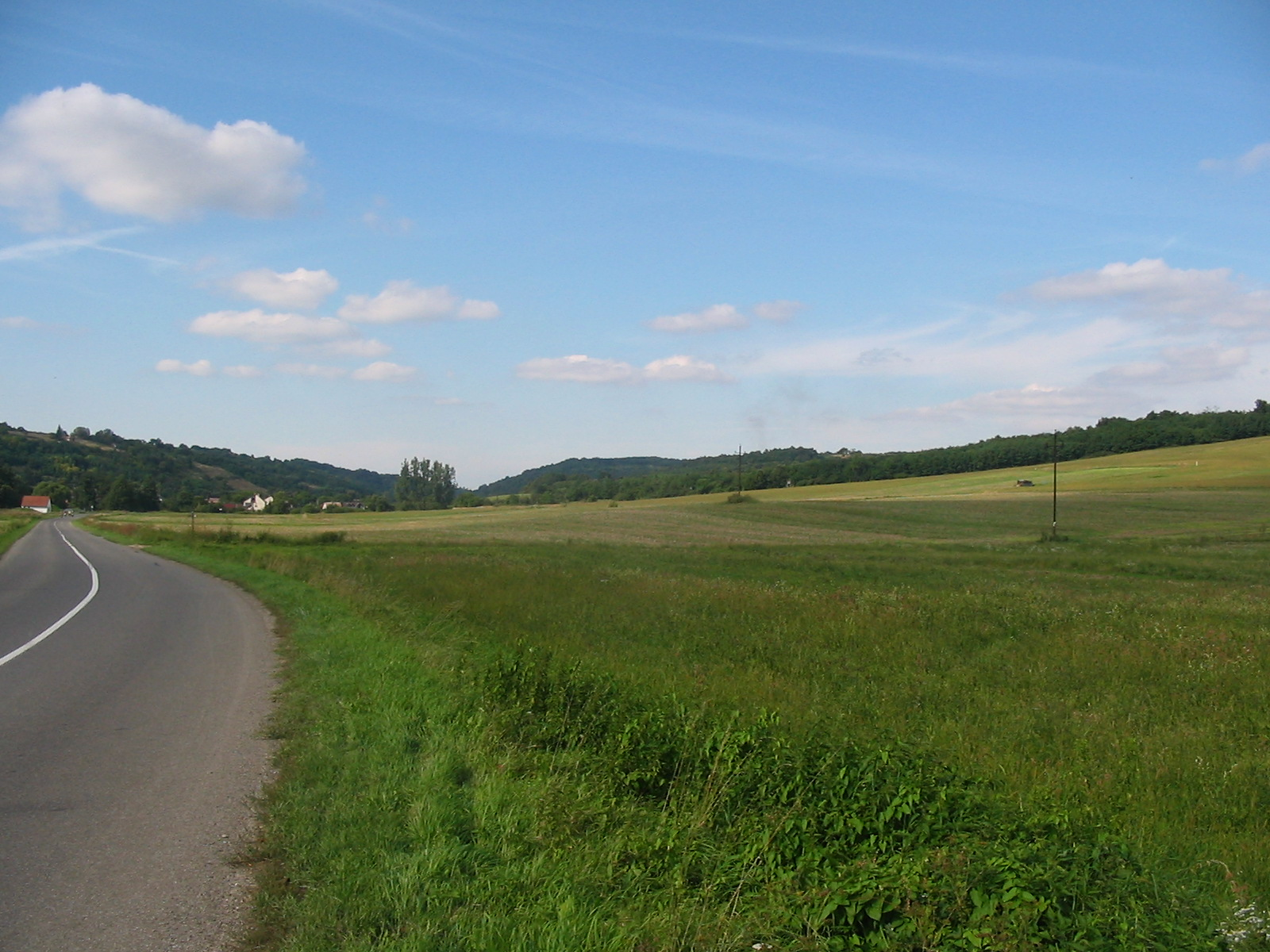
即將來臨的歐盟耕地所有權法規是一個重要的政黨議題

### 歐盟
自從成立以來，更好的匈牙利运动對歐盟有著強烈的批評態度。認為匈牙利加入歐盟失敗，把歐盟視為一個不符合匈牙利利益的組織。但即使在這個時期，更好的匈牙利运动也不拒絕改革歐盟的想法。但在經歷英國脫歐和針對歐盟未來的辯論之後，該黨重新評估了對歐盟的觀點，並開始強調，通過適當的政策對歐盟進行改革，使歐盟有利於歐洲國家是有可能的。還表示匈牙利應該加入歐元區因為這不是一個政治問題，而是一個經濟問題。在2017年10月27日的新聞發布會上，該黨主席加博爾·沃納告訴記者，如果滿足一些條件，更好的匈牙利运动甚至可以支持進一步深化歐盟。

### 經濟
更好的匈牙利运动認為減少歐盟地區差異的問題尤為重要。因此，他們認為這些國家的強大趨同是一個重要的目標。減少歐盟西部和東部的經濟差異和東部地區的發展是更好的匈牙利运动中對於歐盟政策的關鍵因素。據該黨所說，由於缺乏發展，中東歐的政府和歐盟對腐敗視而不見，同樣負有責任。根據2017年的黨綱，要遵循創新的經濟政策，目標是在全球經濟中尋找機遇。更好的匈牙利运动經濟政策日益重要的一點是創造一個更有競爭力的國家經濟，能夠提供更高的工資。黨的目的是支持中小企業和均衡發展的跨國公司。

### 匈牙利少數族群
有四分之一的匈牙利人居住在國外。由於種族原因，他們多次面臨歧視，導致匈牙利及其鄰國經常進行外交辯論。更好的匈牙利运动致力於支持居住在鄰國的重要的匈牙利少數民族的事業。該黨在維護匈牙利以外的匈牙利人的學校，教堂和文化價值方面表現得有聲有色。除了捍衛生活在匈牙利以外的匈牙利人的權利外，更好的匈牙利运动還積極支持匈牙利本土少數民族的文化自治權和語言權。

### 法治
該黨認為應加強國家警察的力量，並與青民盟一起支持實行“ 三打法 ”。更好的匈牙利运动支持恢復死刑，並承諾如果執政，將恢復死刑。

## 爭議
目前該黨極度否認反猶太人或種族主義的指控。它也把對反猶太主義，種族主義和恐同思想的批評視為政治對手的“喜歡的話題”。即便如此，這個運動也被指責玩弄這些恐懼。

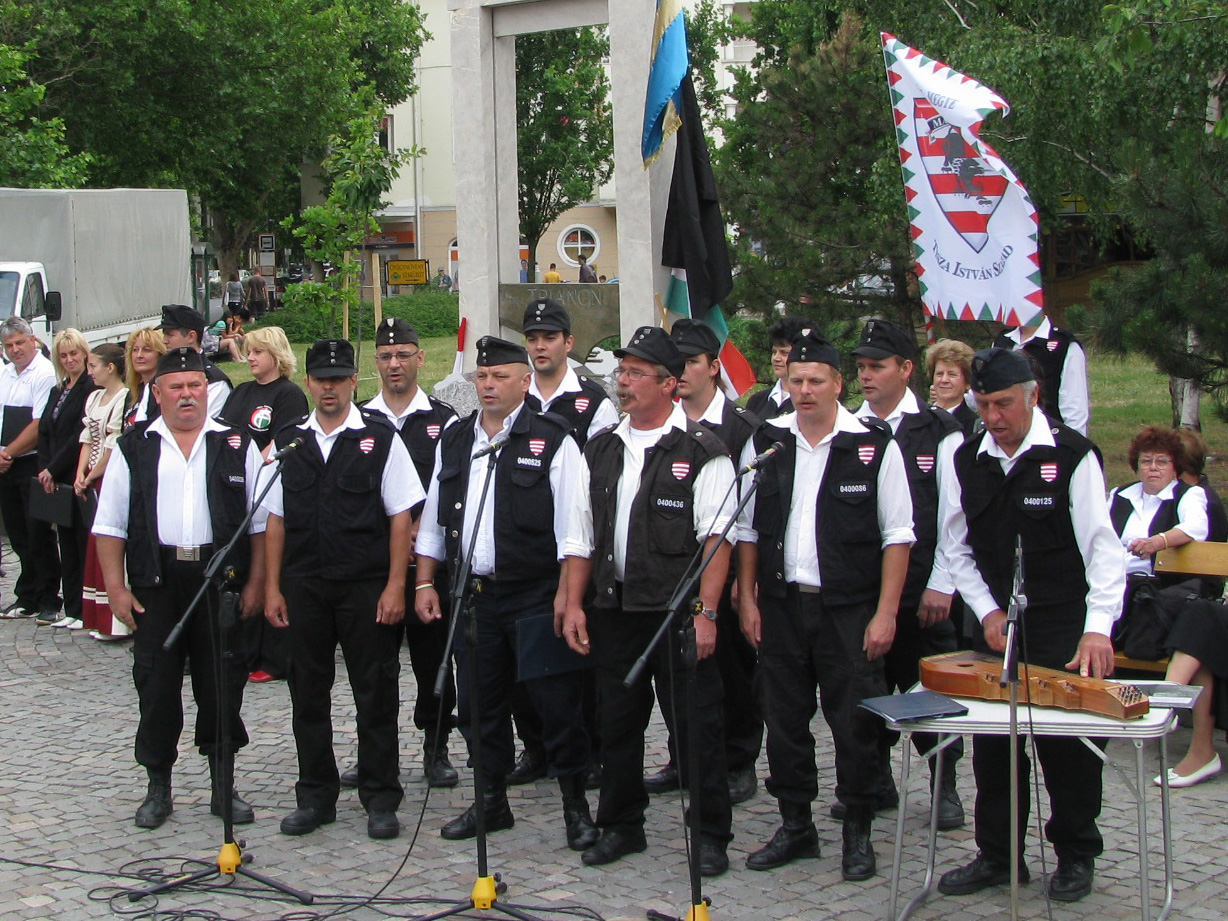
匈牙利衛隊

### 匈牙利衛隊
在2000年代，公共秩序是匈牙利政治生活的重要話題之一，尤其是在2006年羅姆人在匈牙利東部的一個村莊歐洛斯利斯考殺了一名匈牙利教師。此案引起公眾關注，認為羅姆人融合失敗，匈牙利警方無法維持匈牙利境內的法律和秩序。成立一個類似於美國國民警衛隊的想法在匈牙利保守派政黨中廣為流傳。
2007年6月，在黨的支持下，加博爾·沃納成立並註冊了名為“匈牙利衛隊” 的組織，該組織表示打算成為建立國家警衛的“一部分或者核心”按照加百列伯倫方案，也希望積極參加“加強國家自衛”，“維護社會治安”，支持和組織社會慈善事業，防災防民。衛隊的成立伴隨著激烈的政治辯論。
2008年3月10日該黨3名核心人物辭職：大衛·科瓦克斯，埃爾文·納吉，馬頓法理。他們表示，匈牙利衛隊是他們辭職的原因，他說：“Jobbik已經與衛隊不可分割地合併在一起，對長期以來無法控制的事情負責”。
2009年7月2日，法院解散了匈牙利衛隊，因為法院認為該組織的活動侵犯了匈牙利憲法保障的少數人權。衛隊試圖重組為公民服務協會，被稱為馬加爾加達基金會，從事文化和國家建設活動，而不是政治。匈牙利當局反對其活動，檢察官聲稱新組織的成立蔑視了以前的法院裁決。
在組織內部發生多次分裂之後，匈牙利衛隊的大部分成員都變得不活躍。2017年1月28日，匈牙利衛隊的一些激進成員在Jobbik舉行年度開放活動的大樓前組織了一場針對加博爾·沃納和更好的匈牙利运动的示威活動。示威者的參與者稱更好的匈牙利运动的新政策是對右派的背叛。

### 激進主義的緩和
在2014年議會選舉之前出現了一個新的政治趨勢，就是更好的匈牙利运动出現了激進主義緩和化的跡象。更好的匈牙利运动採取了一種新的交流方式，同時扭轉了早期政策中的許多激進思想。根據主席加博爾·沃納的說法，更好的匈牙利运动從一個激進的右翼政黨以更加溫和的政治轉向保守的人民黨。他也在接受采訪時親自表示將切斷黨內的激進主義派系。

### 反猶太主義的控訴
該黨的反猶太主義一直受社會關注。2012年春，該黨議員Zsolt Baráth在國會內公開悼念1882年的反猶太活動，引起了社會的極大爭議。雖然更好的匈牙利运动反對過猶太复國主義但其領袖加博爾·沃納在2017年2月表示他從來沒有質疑以色列的存在和支持兩國方案。

### 試圖將性別偏見的宣傳定為刑事犯罪
作為一個保守的黨派，更好的匈牙利运动不喜歡與基督教生活模式不同的生活方式的政策。該黨認為，最重要的社會組成是傳統的家庭。2012年4月，該黨試圖向議會提出一項法案，通過禁止“性別偏見”的宣傳來改變憲法，該立法是由黨發言人ÁdámMirkóczki起草的，他表示這是為了“保護公共道德和年輕一代的心理健康”。針對“同性戀，性變化，易裝癖，雙性戀和戀童癖行為”。所擬議的法案將任何人“與另一個同性性行為者或其他性行為障礙者普遍宣傳他們的性關係 ”定為犯罪。如果在未成年人面前進行，處罰為三年或五年有期徒刑。立法草案最終未能通過。與此同時，更好的匈牙利运动的從未支持對個人的任何壓制措施。 根據黨的政策，不同的性取向是個人的事情。

### 在年輕族群的支持度
由於年輕人的幻想破滅，因為沒有前景，生活條件下降，國家腐敗程度令人沮喪，更好的匈牙利运动支持度在年輕一代之間飆升。自2014年以來，更好的匈牙利运动有意吸引感到失望的年輕人。歡迎程度已上升到一個從未見過的水平。根據2016年進行的一項國際調查，年齡在18至35歲之間的年輕匈牙利人中有53％將投票給更好的匈牙利运动。

## 選舉結果
匈牙利國民議會
| 2006*                        | 119,007        | 2.20%  | 231      | 0.007%     | 0        | 議會外 |          |
| 2010                         | 855,436        | 16.67% | 141,323  | 12.26%     | 47       | 反對黨 |          |
| 選舉制度改為單一選區兩票制後 |                |        |          |            |          |        |          |
| 年度                         | 政黨名單得票數 | 得票率 | 政黨席次 | 地方得票數 | 地方席次 | 總席次 | 議會角色 |
| 2014                         | 1,020,476      | 20.22% | 23       | 1,000,637  | 0        | 23     | 反對黨   |
| 2018                         | 1,092,669      | 19.06% | 25       | 1,276,842  | 1        | 26     | 反對黨   |

*與匈牙利正義與生活黨（MIÉP）組成選舉聯盟匈牙利正義與生活黨－更好的匈牙利運動第三種道路政黨聯盟（MIÉP–Jobbik Third Way Alliance of Parties），另有來自15州的獨立小農、農工與公民黨（Independent Smallholders, Agrarian Workers and Civic Party）加入。
歐洲議會
| 年度 | 票數    | 得票率 | 第幾位（全國） | 席次 | 歐洲議會黨團 | 歐洲議會次團體 |
| ---- | ------- | ------ | -------------- | ---- | ------------ | -------------- |
| 2009 | 427,773 | 14.77% | 3              | 3    | 無所屬議員   | 無所屬議員     |
| 2014 | 340,287 | 14.67% | 2              | 3    | 無所屬議員   | 無所屬議員     |

## 外部連結
- 官方網站 （页面存档备份，存于） （匈牙利文）
- 官方網站 （页面存档备份，存于） （英文）